# Liste von Sakralbauten im Rhein-Pfalz-Kreis

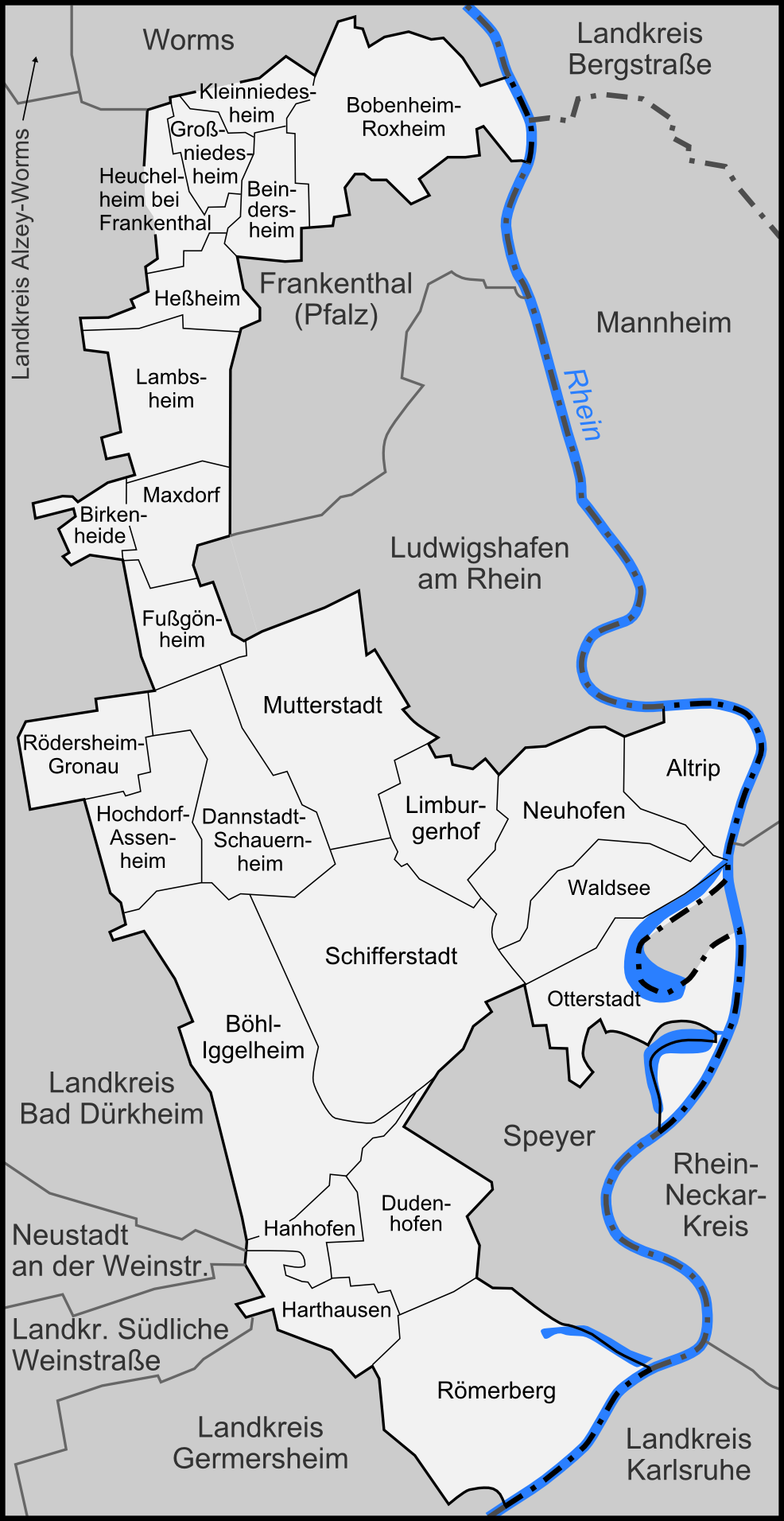
Rhein-Pfalz-Kreis

Die Liste von Sakralbauten im Rhein-Pfalz-Kreis umfasst die Kirchen und sonstigen Sakralbauten im rheinland-pfälzischen Rhein-Pfalz-Kreis, Rheinland-Pfalz

## Liste

### Christentum
Die römisch-katholischen Kirchen gehören zum Dekanat Speyer im Bistum Speyer, die evangelischen verteilen sich auf die Kirchenbezirke Speyer, Neustadt, Bad Dürkheim, Ludwigshafen und Frankenthal der Evangelischen Kirche der Pfalz und die neuapostolischen Kirchen gehören zum Bezirk Ludwigshafen der Neuapostolischen Kirche Hessen/Rheinland-Pfalz/Saarland.
Die Liste kann sortiert werden nach Name, Gemeinde, Konfession, Architekt und Baujahr (mehrere Jahreszahlen bei umfassenden Erweiterungen).
| Name                                  | Gemeinde                            | Konf.  | Architekt                                 | Jahr                | Abbildung |
| ------------------------------------- | ----------------------------------- | ------ | ----------------------------------------- | ------------------- | --------- |
| Protestantische Kirche                | Altrip                              | ev.    | Johann Georg Hotter                       | 1754                |           |
| St. Peter und Paul                    | Altrip                              | r.-k.  | Ludwig Ihm                                | 1954                |           |
| Hl. Kreuz, St. Peter und St. Nikolaus | Beindersheim                        | r.-k.  | Wendelin Leonhardt                        | 1916                |           |
| Protestantische Kirche                | Beindersheim                        | ev.    | Friedrich Larouette                       | 1748, 1929          |           |
| Lukaskirche                           | Birkenheide                         | ev.    | Otto Bartning                             | 1951                |           |
| St.-Josef-Kirche                      | Birkenheide                         | r.-k.  |                                           | 1995                |           |
| St.-Laurentius-Kirche                 | Bobenheim-Roxheim Bobenheim         | r.-k.  | Ludwig Becker                             | 1896                |           |
| Evangelische Kirche                   | Bobenheim-Roxheim Roxheim           | ev.    | Franz Schöberl                            | 1897                |           |
| St. Maria Magdalena                   | Bobenheim-Roxheim Roxheim           | r.-k.  | Johann Bernhard Spatz, Albert Boßlet      | 1834, 1954          |           |
| Allerheiligenkirche                   | Böhl-Iggelheim Böhl                 | r.-k.  | Ludwig Hagemann                           | 1857                |           |
| Evangelische Kirche                   | Böhl-Iggelheim Böhl                 | ev.    | Conrad Kreuzberg                          | 1845, 1909          |           |
| St. Simon und Judas Thaddäus          | Böhl-Iggelheim Iggelheim            | r.-k.  | Albert Boßlet                             | 1936                |           |
| Evangelische Kirche                   | Böhl-Iggelheim Iggelheim            | ev.    | Carl Wilhelm Schäffer                     | 1756                |           |
| St.-Michael-Kirche                    | Dannstadt-Schauernheim Dannstadt    | r.-k.  |                                           | 1496, 1966          |           |
| Evangelische Kirche                   | Dannstadt-Schauernheim Dannstadt    | ev.    | Jakob Foltz                               | 1849                |           |
| St.-Cäcilia-Kirche                    | Dannstadt-Schauernheim Schauernheim | r.-k.  |                                           | 1729                |           |
| Melanchthonkirche                     | Dannstadt-Schauernheim Schauernheim | ev.    |                                           | 1824                |           |
| St.-Gangolf-Kirche                    | Dudenhofen                          | r.-k.  | Franz Schöberl                            | 1877                |           |
| Evangelische Kirche                   | Dudenhofen                          | ev.    |                                           | 1961                |           |
| Evangelische Kirche                   | Fußgönheim                          | ev.    |                                           | 1732/33, 1842, 1911 |           |
| St.-Jakobus-Kirche                    | Fußgönheim                          | r.-k.  |                                           | 1741                |           |
| Evangelische Kirche                   | Großniedesheim                      | ev.    | Pfanner, Burger                           | 1753                |           |
| St.-Martin-Kirche                     | Hanhofen                            | r.-k.  | Leonhard Stahl                            | 1776                |           |
| St. Johannes Baptist                  | Harthausen                          | r.-k.  | Anton Hurt                                | 1872                |           |
| St.-Martin-Kirche                     | Heßheim                             | r.-k.  | Wilhelm Schulte II.                       | 1758, 1958          |           |
| Christuskirche                        | Heßheim                             | ev.    | Wilhelm Ecker                             | 1954                |           |
| Protestantische Kirche                | Heuchelheim bei Frankenthal         | ev.    |                                           | 1566, 1738          |           |
| Evangelische Kirche                   | Hochdorf-Assenheim Assenheim        | ev.    |                                           | 1758                |           |
| St.-Peter-Kirche                      | Hochdorf-Assenheim Hochdorf         | r.-k.  |                                           | 1756, 1974          |           |
| Evangelische Kirche                   | Kleinniedesheim                     | ev.    |                                           | 1726                |           |
| St.-Stephanus-Kirche                  | Lambsheim                           | r.-k.  |                                           | 1789                |           |
| Evangelische Kirche                   | Lambsheim                           | ev.    |                                           | 1847                |           |
| Protestantische Kirche                | Limburgerhof                        | ev.    | Egon Freyer                               | 1957                |           |
| St.-Bonifatius-Kirche                 | Limburgerhof                        | r.-k.  | Josef Ohmer                               | 1937                |           |
| Neuapostolische Kirche                | Limburgerhof                        | neuap. |                                           |                     |           |
| Mennonitenkirche                      | Limburgerhof Kohlhof                | me.    |                                           | 1888                |           |
| St.-Maximilian-Kirche                 | Maxdorf                             | r.-k.  | Fritz Kunst                               | 1905                |           |
| Evangelische Kirche                   | Maxdorf                             | ev.    | Heinrich Henes                            | 1921                |           |
| Johanneskirche                        | Maxdorf BASF-Siedlung               | ev.    |                                           | 1952                |           |
| St.-Medardus-Kirche                   | Mutterstadt                         | r.-k.  | Albert Boßlet, Karl Lochner               | 1935                |           |
| Evangelische Kirche                   | Mutterstadt                         | ev.    | Franz Wilhelm Rabaliatti                  | 1755                |           |
| Neuapostolische Kirche                | Mutterstadt                         | neuap. |                                           |                     |           |
| St.-Nikolaus-Kirche                   | Neuhofen                            | r.-k.  | Wilhelm Schulte II.                       | 1964                |           |
| Protestantische Kirche                | Neuhofen                            | ev.    |                                           | 1725, 1843          |           |
| Mariä-Himmelfahrt-Kirche              | Otterstadt                          | r.-k.  | Franz Schöberl                            | 1891                |           |
| St. Leo der Große                     | Rödersheim-Gronau Rödersheim        | r.-k.  | Wilhelm Schulte I.                        | 1739, 1907          |           |
| Protestantische Kirche                | Rödersheim-Gronau Gronau            | ev.    | Franz Wurth                               | 1753                |           |
| St.-Pankratius-Kirche                 | Römerberg Berghausen                | r.-k.  | Jakob Foltz, Josef Kuld                   | 1841, 1929          |           |
| St.-Sigismund-Kirche                  | Römerberg Heiligenstein             | r.-k.  | Zotterer                                  | 1779                |           |
| St.-Laurentius-Kirche                 | Römerberg Mechtersheim              | r.-k.  | Ferdinand Bernatz                         | 1893                |           |
| Protestantische Friedenskirche        | Römerberg Mechtersheim              | ev.    | Heinrich Jester                           | 1879                |           |
| St.-Laurentius-Kirche                 | Schifferstadt                       | r.-k.  | Albert Boßlet                             | 1929                |           |
| St.-Jakobus-Kirche                    | Schifferstadt                       | r.-k.  | August von Voit, Ludwig Hagemann          | 1839, 1860          |           |
| Herz-Jesu-Kirche                      | Schifferstadt                       | r.-k.  | Wilhelm Schulte II.                       | 1961                |           |
| Martin-Luther-Kirche                  | Schifferstadt                       | ev.    |                                           | 1660                |           |
| Gustav-Adolf-Kirche                   | Schifferstadt                       | ev.    | Karl Sturm, August Rosenkranz, Otto Stahl | 1954                |           |
| Neuapostolische Kirche                | Schifferstadt                       | neuap. |                                           |                     |           |
| St.-Martin-Kirche                     | Waldsee                             | r.-k.  | August von Voit                           | 1843                |           |
| Protestantische Kirche                | Waldsee                             | ev.    | Karl Latteyer                             | 1954                |           |

### Judentum
| Name                   | Bemerkungen                                                    |
| ---------------------- | -------------------------------------------------------------- |
| Synagoge Mutterstadt   | 1938 zerstört                                                  |
| Synagoge Böhl          | 1938 zerstört                                                  |
| Synagoge Lambsheim     | 1938 demoliert, 1958 abgerissen                                |
| Synagoge Heßheim       | 1912 abgerissen                                                |
| Synagoge Roxheim       | 1930 verkauft, danach als Wohnhaus genutzt, um 2017 abgerissen |
| Synagoge Fußgönheim    | 1936 verkauft, heute Teil des Kartoffelmuseums                 |
| Synagoge Schifferstadt | 1938 während des Novemberpogroms durch Feuer zerstört          |